# Aedes karooensis
Aedes karooensis är en tvåvingeart som beskrevs av Muspratt 1961. Aedes karooensis ingår i släktet Aedes och familjen stickmyggor. Inga underarter finns listade i Catalogue of Life.